# Haredi
Haredsko ali charedsko judovstvo je najkonzervativnejša oblika ortodoksnih Judov. Pripadnik te skupine je imenovan Haredi Jud. Poimenovanje izvira iz hebrejske besede charada, kar v prevodu pomeni »tisti, ki se trese od spoštovanja pred Bogom«.
Enako kot ostali pravoverni Judi, tudi ti verujejo da je verski in obredni sistem posledica dogovora, sklenjenega med Mojzesom in Bogom.

## Družina
Osrednji pomen v življenju haredskih Judov ima družina. Fantje in dekleta šolo navadno obiskujejo ločeno, znotraj te sekte lahko le fantje nadaljujejo študij Tore. Družine so pogosto številčne, saj se ravnajo po citatu 1. Mojzesove knjige, ki spodbuja k številčnim skupnostim. Večina jih zavrača tehnološke napredke (izjemoma v kolikor niso ti nujni za službene dolžnosti), kot so televizija, internet in mobilni telefoni. Po njihovem mnenju naj bi ti ljudi zvabljali v neželjene stranske poti, zaradi česar danes večina izraelskih proizvajalcev telefonov nudi aparate, brez dostopa do interneta.

## Obleka
Večini oblačilo predstavlja pomembno kulturno identifikacijo. Večina moških nosi brado, obleke so navadno črne barve, na glavi med verskimi obredi in v javnosti nosijo črne klobuke s širokim robom ali naglavne čepice. Ženske pri oblačenju stremijo k skromnosti, večina jih nosi dolga krila, daljše rokave in visoki izrez na gornjih oblačilih.

## Skupnost v svetu
Najštevilčneša skupnost haredskih Judov je v Izraelu (600.000 do 800.000) in predvsem zaradi višje natalitete postopoma narašča. Haredski Judje so vidno politično aktivni, saj so po njihovih besedah močni zaščitniki judovske kulture.
ZDA so dom drugi največji skupnosti haredskih Judov. Od skupno 7.000.000 milijonske judovske skupnosti v ZDA, Haredi predstavljajo skupnost 500.000 članov (okoli 8%).
V Združenem kraljestvu biva najštevilčnejša haredska skupnost Evrope - od skupno 275.000 Judov jih v najkonzervativnejšo sekto sodi blizu 50.000. Zaradi precej visoke natalitete (5.9 otroka na žensko) bodo z nekaj desetletji postali vodilna med judovskimi skupnostmi Velike Britanije.